# Tranvia Torino-Settimo Torinese
La tranvia Torino-Settimo Torinese, con diramazione Barca-Bertolla, era una linea tranviaria interurbana che ha collegato le città di Torino e Settimo Torinese dal 1884 al 1954.

## Storia
Concessa alla belga Société Générale des Chemins de Fer Economiques, concessionaria anche della tranvia Ivrea-Santhià e della rete delle Ferrovie Economiche Biellesi, la linea fu inaugurata il 26 aprile 1884, in concomitanza con l'apertura dell'Esposizione generale italiana di Torino: il primo orario prevedeva corse ordinarie, corse dirette (in coincidenza con la ferrovia Canavesana alla stazione di Settimo) e corse limitate al Regio Parco e all'Abbadia di Stura.
Nel febbraio 1924 la linea fu rilevata dai fratelli Ghigo, titolari della Società Trazione Elettrica Piemontese (STEP), con il proposito di elettrificarla: i lavori iniziarono nell'aprile successivo, e la linea rinnovata fu aperta domenica 14 dicembre 1924: con l'elettrificazione la durata del tragitto si ridusse a meno di mezz'ora.
Alla presenza del podestà di Torino, ammiraglio Luigi Balbo Bertone di Sambuy, e di altre autorità locali, il 16 luglio 1927 fu aperta la diramazione tra le frazioni di Barca e di Bertolla, con il proposito (mai realizzato) di prolungarla sino a San Mauro Torinese.
Nel 1939 la linea fu ceduta dalla STEP al Comune di Torino attraverso la SATTI, nell'ambito di un piano di riordino delle tranvie intercomunali torinesi. Sotto la nuova gestione furono incrementate le corse e ridotti i prezzi di biglietti e abbonamenti.
Durante la Seconda guerra mondiale la tranvia subì solo lievi danni al materiale rotabile, contribuendo allo sfollamento della popolazione di Torino. Nel 1947 la linea vedeva l'impiego di 4,23 agenti per chilometro; il corrispondente ricavo ammontava a Lire 3.213.432; il coefficiente d'esercizio era pari a 0,98.
A partire dal 1º ottobre 1954 la tranvia fu sostituita da un servizio di autobus, che permise di ridurre i tempi di percorrenza a venti minuti.

## Caratteristiche
La linea tranviaria era a scartamento normale di 1445 mm, interamente in sede promiscua tranne un breve tratto all'ingresso di Settimo Torinese, e si sviluppava per 12,691 km, di cui 2,321 la diramazione Barca-Bertolla; il raggio minimo di curva era di 75 metri (100 sulla tratta per Bertolla), la pendenza massima del 25 per mille, che si riduceva a 6 sulla diramazione per Bertolla. La velocità massima ammessa era di 46 km/h. La STEP elettrificò nel 1924 la linea a 600 V cc.
Nel primo tratto la tranvia percorreva i binari della rete urbana; oltre la linea era a binario unico, con incroci possibili al Regio Parco, alla Manifattura Tabacchi, in regione Barca e al cimitero di Abbadia di Stura: nella tratta Regio Parco-Abbadia di Stura era adottato il blocco a bastone pilota.

### Percorso
| Unknown route-map component "uexKBHFa" |

| Unknown route-map component "uexBHF" |

| Unknown route-map component "uexBHF" |

| Unknown route-map component "uexBHF" |

| Unknown route-map component "uexKBHFaq" | Unknown route-map component "uexABZgr" |  |  |  |

| Unknown route-map component "uexhKRZWae" |

| Unknown route-map component "uexBHF" |

| Unknown route-map component "uexBHF" |

|  | Unused straight waterway | Continuation backward |  |  |

|  | Unknown route-map component "uexBHF" | Station on track |  |  |

|  | Unknown route-map component "uexSTRl" | Unknown route-map component "emABZgr" |  |  |

|  |  | Unknown route-map component "KRWgl" | Unknown route-map component "CONTfq" |  |

|  |  | Continuation forward |

La tranvia partiva originariamente da corso Regina Margherita nei pressi del mercato del pollame; con l'elettrificazione il capolinea fu spostato all'angolo con via S. Giobbe, nei pressi della caserma dei pompieri. La linea percorreva quindi corso Regina Margherita e corso Regio Parco (dove si trovavano il deposito, la direzione d'esercizio e l'officina) attraversando i quartieri Regio Parco e Barca, da cui partiva la diramazione per Bertolla (il cui capolinea era situato in regione Speranza). In corso Regio Parco la linea era allacciata con un raccordo alla Manifattura Tabacchi e allo scalo Vanchiglia.
La linea attraversava quindi la Stura di Lanzo toccando l'Abbadia di Stura; imboccata la strada antica di Settimo si portava sulla strada statale 11 toccando la località di San Giorgio e facendo capolinea a Settimo Torinese nei pressi della stazione ferroviaria, alla quale era raccordata.
Nel 1940 il capolinea torinese fu trasferito nella nuova stazione tranviaria di via Fiochetto (all'angolo con via Gené), comune alla linea per Chivasso e Brusasco, inaugurata ufficialmente il 21 aprile. Il trasferimento in via Fiochetto si era reso necessario per l'intralcio al traffico causato dal vecchio capolinea.

## Materiale rotabile

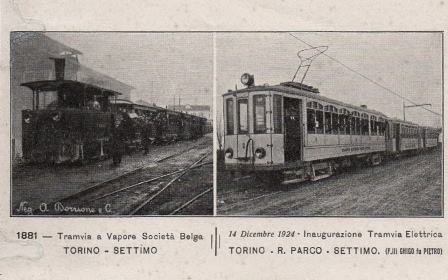
Cartolina commemorativa del passaggio dal vapore alla trazione elettrica

La Société Générale des Chemins de Fer Economiques impiegò sulla linea quattro locomotive a vapore di tipo tranviario:
- 1÷2: costruite dalla belga St. Leonard nel 1883, rodiggio B, 25 km/h;
- 5÷6: costruite dalla tedesca Maschinenfabrik Esslingen nel 1884, rodiggio B, 30 km/h, di tipo analogo alle 1÷4 della tranvia Bergamo-Soncino e alle 45÷46 delle TIP[23].

Secondo altre fonti prestavano servizio sulla linea tre locomotive a vapore e undici carrozze a terrazzini.
Con l'elettrificazione la STEP acquisì quattro motrici a carrelli costruite dalla Fiat Materfer con parti elettriche CGE: lunghe 17 metri, disponevano di 56 posti a sedere (16 in prima classe e 40 in seconda); avevano una potenza di 180 CV e potevano raggiungere i 50 km/h. Ad esse si affiancavano sei rimorchiate a due assi, che disponevano di 40 posti a sedere di seconda classe, cinque carri merci a sponde bassi e tre carri chiusi.
Con l'inaugurazione della Barca-Bertolla furono acquisite altre due rimorchiate a due assi e una motrice a due assi proveniente dalla rete urbana torinese, parte della serie 1÷57, costruita tra il 1898 e il 1901 da SNOS, MAN e Edison; quest'ultima effettuava le corse navetta tra la Barca e Bertolla.
Nel 1930 fu acquisito un locomotore a due assi di costruzione Carminati e Toselli-CGE, impiegato prevalentemente sul raccordo tra la manifattura tabacchi e lo scalo Vanchiglia.
Chiusa la linea, le motrici furono demotorizzate e impiegate come rimorchiate sulla tranvia Torino-Orbassano-Giaveno; le parti elettriche furono riutilizzate dalla SATTI per la costruzione di locomotori utilizzati sul raccordo tra lo scalo di Torino Smistamento e la Fiat Mirafiori.